# Levoglucosaan
Levoglucosaan, ook gekend als 1,6-anhydro-bèta-glucopyranose of 1,6-anhydro-D-glucose, is een koolhydraat dat behoort tot de monosachariden. Het ontstaat bij de onvolledige verbranding van biomassa zoals hout en de pyrolyse van koolhydraten zoals zetmeel en cellulose. Het is een belangrijke component van organisch fijnstof in de atmosfeer en de concentratie ervan wordt vaak gebruikt om de invloed van houtkachels, de verbranding van plantenafval in de land- en tuinbouw of bosbranden op de luchtkwaliteit te meten.

## Productie
Levoglucosaan wordt bereid door middel van pyrolyse van cellulosehoudend materiaal (hout, bagasse van suikerriet, maïs en maïsafval, ...) of van zetmeel. Levoglucosaan ontstaat wanneer de glycosylruggengraat van cellulose of zetmeel wordt afgebroken bij hoge temperatuur.

## Toepassingen
Naast de toepassing als biomerker kan levoglucosaan gebruikt worden bij de synthese van andere verbindingen. De hydrolyse van levoglucosaan levert de suiker glucose. Er kunnen ook dextrine-achtige polymeren uit bereid worden en het is een mogelijke grondstof voor de productie van explosieven, raketbrandstoffen, weekmakers, oppervlakteactieve stoffen, plastics en harsen.